# Tour de Lombardie 1990
La 84e édition du Tour de Lombardie s'est déroulée le 20 octobre 1990. La course a été remportée par le coureur français Gilles Delion. Le parcours s'est déroulé autour de Monza sur une distance de 246 kilomètres. Cette épreuve est la douzième et avant-dernière de la Coupe du monde de cyclisme sur route 1990.

## Présentation

### Parcours
Le parcours, long de 246 kilomètres, est renouvelé par rapport aux années précédentes. L'arrivée se déroule à Monza et non plus à Milan, et plusieurs difficultés sont concentrées dans les derniers kilomètres rendant ceux-ci plus difficiles qu'auparavant.

## Déroulement de la course
Le début de la course est marqué par plusieurs attaques de coureurs de la formation Helvetia. La course se joue dans l'ascension du Valico de Valcava. Cinq coureurs s'échappent à la suite d'une attaque de Federico Echave. En compagnie de l'Espagnol figurent Charly Mottet, Robert Millar, Gilles Delion et Pascal Richard, ces deux derniers faisant partie de l'équipe Helvetia,. Ces cinq coureurs restent ensemble jusqu'à l'arrivée de la course. À 1500 mètres de l'arrivée, Richard tente de s'échapper en solitaire mais est rattrapé par Charly Mottet. Le sprint est à nouveau lancé par Richard ce qui amène Mottet à réagir. Cela profite à Delion qui attaque et dépasse son coéquipier peu avant la ligne d'arrivée,. Helvetia réalise donc le doublé, Mottet se classant troisième. 83 coureurs sont classés.

## Classement final
| Pos. | Coureur            | Pays        | Temps              |
| ---- | ------------------ | ----------- | ------------------ |
| 1    | Gilles Delion      | France      | en 6 h 11 min 45 s |
| 2    | Pascal Richard     | Suisse      | m.t.               |
| 3    | Charly Mottet      | France      | m.t.               |
| 4    | Robert Millar      | Royaume-Uni | m.t.               |
| 5    | Federico Echave    | Espagne     | m.t.               |
| 6    | Claude Criquielion | Belgique    | + 3 min 35 s       |
| 7    | Leonardo Sierra    | Venezuela   | m.t.               |
| 8    | Marino Lejarreta   | Espagne     | + 3 min 38 s       |
| 9    | Thomas Wegmüller   | Suisse      | + 3 min 56 s       |
| 10   | Sean Kelly         | Irlande     | + 4 min 6 s        |